# (3195) Fedchenko
(3195) Fedchenko es un asteroide perteneciente al cinturón de asteroides, descubierto el 8 de agosto de 1978 por Nikolái Stepánovich Chernyj desde el Observatorio Astrofísico de Crimea (República de Crimea).

## Designación y nombre
Designado provisionalmente como 1978 PT2. Fue nombrado Fedchenko en honor  al explorador y naturalista ruso Alekséi Fédchenko.